# Міський стадіон (Гливиці)
Міський стадіон у Гливицях (пол. Stadion Miejski w Gliwicach) — футбольний стадіон у Гливицях, Польща, домашня арена ФК «П'яст».
Стадіон відкритий 2011 року на місці старого стадіону місткістю 15 000 глядачів, відкритого ще в 1926 році. 2010 року всі конструкції старого стадіону були демонтовані, а на його місці спорудили нову арену, яка стала майже точною копією німецької «Бентелер Арени». Стадіон обладнаний сучасними трибунами під дахом, полем із натуральним покриттям та системою підігріву, сучасною системою освітлення. На трибунах встановлено два відеоекрани. Під трибунами розташовані 11 допоміжних будівель, у тому числі туалети, медпункт та пункт охорони групи швидкого реагування. Вхід до стадіону здійснюється через 32 вхідних воріт. Арена спроєктована так, щоб у майбутньому було можливим її розширення на 5 000 місць. Окрім основного футбольного поля стандартних розмірів, на стадіоні розташоване штучне тренувальне поле з параметрами 20х40 м. У триповерховій будівлі стадіону розташовані роздягальні, приміщення для тренерів, арбітрів, делегата УЄФА і спостерігача ПФС, кімната для допінг-тестів та технічні приміщення різного призначення. Поблизу арени розташована стоянка для 146 автомобілів, 11 автобусів і 100 велосипедів.
Арена також відома як стадіон «П'яст» за назвою однойменного клубу, який є її власником та приймає тут домашні матчі. Також стадіон називають «Новий П'яст», оскільки він є новою ареною, побудованою на місці старого домашнього стадіону клубу.